# BPL
BPL (tiếng Anh: Broadband over power line) là một loại hình dịch vụ Internet băng thông rộng mới được thử nghiệm trên thế giới từ năm 2005. Theo dịch vụ này thì đường dây truyền tải điện năng được dùng làm cáp truyền tín hiệu Internet.
Dịch vụ này cho phép truyền tín hiệu Internet trên đường dây trung thế và thông qua các thiết bị phát Wi-Fi có thể đưa tín hiệu Internet đến thuê bao (khi đó người ta gọi là BPL Wi-Fi).
Điện năng được truyền tải ở điện thế cao, phân phối qua hệ thống trung thế và đến hộ sử dụng ở mức hạ thế. BPL được truyền qua hai mức trung và hạ thế.